# Leuckartiara gardineri
Leuckartiara gardineri is een hydroïdpoliep uit de familie Pandeidae. De poliep komt uit het geslacht Leuckartiara. Leuckartiara gardineri werd in 1916 voor het eerst wetenschappelijk beschreven door Browne. 